# Sign o' the Times (album)
Sign o' the Times (stilizzato come Sign “☮” the Times), è il nono album in studio del cantante statunitense Prince, pubblicato il 31 marzo 1987 dalla Paisley Park Records e dalla Warner Bros.
L'album ha avuto anche un film concerto accompagnato con lo stesso nome. Viene considerato in assoluto uno dei migliori lavori di Prince e risulta spesso nella lista dei migliori dischi di sempre: per la rivista Rolling Stone si pone al 45º posto nella sua lista dei più grandi album; mentre la rivista Time Magazine l'ha eletto come il miglior album degli anni '80.
Il 25 settembre del 2020 viene pubblicata l'edizione Super Deluxe dell'album (composta da 8 CD e un DVD).

## Descrizione
Prince suona la maggior parte degli strumenti nelle canzoni, fra cui la chitarra, il basso, la drum machine Linn LM-1 (quest'ultima è presente in quasi tutti i beat delle canzoni presenti sull'album) proponendo brani di vario genere: dal rock al pop, dal soul al funk, il tutto condito da una produzione pulita e da arrangiamenti minimali e sexy.
Quattro singoli vennero tratti dall'album, Sign o' the Times, If I Was Your Girlfriend, U Got the Look, I Could Never Take the Place of Your Man.
Prima della dissoluzione dei The Revolution, Prince stava lavorando a due progetti separati: l'album dei Revolution Dream Factory e un suo disco solista da intitolarsi Camille. A differenza dei tre precedenti album della band, Dream Factory includeva contributi da parte dei membri del gruppo e canzoni cantate da Wendy & Lisa. Il progetto Camille vide Prince creare un nuovo alter ego femminile cantando principalmente con un tono di voce velocizzato. Con la fine dei Revolution, Prince consolidò materiale da entrambi i progetti in cantiere, insieme a nuove composizioni, in un album triplo intitolato Crystal Ball. La Warner Bros. costrinse Prince a trasformare il triplo LP in un doppio, che quindi divenne Sign o' the Times.

## Tracce
Tutte le tracce sono composte e arrangiate da Prince, eccetto dove indicato
Disco 1
1. Sign o' the Times – 4:56
2. Play in the Sunshine – 5:05
3. Housequake – 4:42
4. The Ballad of Dorothy Parker – 4:02
5. It – 5:09
6. Starfish and Coffee – 2:50 (Prince, Susannah Melvoin)
7. Slow Love – 4:22 (Prince, Carole Davis)
8. Hot Thing – 5:39
9. Forever in My Life – 3:30

Disco 2
1. U Got the Look – 3:47
2. If I Was Your Girlfriend – 5:01
3. Strange Relationship – 4:01
4. I Could Never Take the Place of Your Man – 6:29
5. The Cross – 4:49
6. It's Gonna Be a Beautiful Night – 9:01 (Prince, Doctor Fink, Eric Leeds)
7. Adore – 6:30

## Classifiche

### Classifiche settimanali
| Classifica (1987) | Posizione massima |
| ----------------- | ----------------- |
| Australia         | 20                |
| Austria           | 2                 |
| Canada            | 25                |
| Francia           | 4                 |
| Germania          | 11                |
| Italia            | 4                 |
| Norvegia          | 3                 |
| Nuova Zelanda     | 6                 |
| Paesi Bassi       | 2                 |
| Regno Unito       | 4                 |
| Stati Uniti       | 6                 |
| Stati Uniti (R&B) | 4                 |
| Svezia            | 6                 |
| Svizzera          | 1                 |

### Classifiche di fine anno
| Classifica (1987) | Posizione |
| ----------------- | --------- |
| Austria           | 7         |
| Francia           | 24        |
| Germania          | 41        |
| Italia            | 9         |
| Nuova Zelanda     | 32        |
| Paesi Bassi       | 8         |
| Regno Unito       | 79        |
| Stati Uniti       | 47        |
| Svizzera          | 6         |

### Super Deluxe Edition
| Classifica (2020) | Posizione massima |
| ----------------- | ----------------- |
| Australia         | 20                |
| Belgio (Fiandre)  | 2                 |
| Belgio (Vallonia) | 10                |
| Danimarca         | 35                |
| Finlandia         | 48                |
| Germania          | 3                 |
| Italia            | 37                |
| Norvegia          | 22                |
| Paesi Bassi       | 2                 |
| Portogallo        | 18                |
| Regno Unito       | 7                 |
| Spagna            | 16                |
| Stati Uniti       | 20                |
| Svizzera          | 3                 |

## Accoglienza
| Recensione           | Giudizio |
| -------------------- | -------- |
| Ondarock             |          |
| AllMusic             |          |
| Rolling Stone        |          |
| Piero Scaruffi       |          |
| Robert Christgau     | A+       |
| The Guardian         |          |
| Pitchfork            |          |
| Entertainment Weekly | A        |

Sebbene le vendite complessive non furono esaltanti, non raggiungendo i livelli di Parade, alla sua uscita Sign o' the Times venne universalmente acclamato come un capolavoro. Bart Bull, recensore della rivista Spin, nel 1987 scrisse che l'apparente disorganizzazione della musica di Prince era "puro genio" e non indulgenza e che, anche se non c'era nessun brano sull'album paragonabile a Girls & Boys, "gli scarti di nessun altro potevano essere buoni come quelli di Prince". Robert Christgau del The Village Voice disse che seppure l'album non potesse essere considerato un successo vero e proprio, era comunque la dimostrazione "che il musicista più dotato della sua generazione dava prova, dall'inizio alla fine, di essere il più grande figlio di puttana su doppio disco mai esistito". Egli lodò in particolare l'abilità di Prince come musicista in grado di suonare ogni strumento sull'album. Sign o' the Times fu miglior album del 1987 nel sondaggio Pazz & Jop del Village Voice riservato ai critici musicali. Secondo Christgau, creatore del sondaggio, l'album ottenne facilmente la vittoria e stabilì Prince come "il più grande musicista rock della sua era". La title track Sign o' the Times ricevette una nomination come miglior singolo del 1987, mentre I Could Never Take the Place of Your Man e U Got the Look furono anch'esse votate tra le migliori 10.
In una recensione retrospettiva, Keith Harris di Blender definì il disco un "capolavoro". Michaelangelo Matos di Spin lo citò come "l'ultimo album R&B classico prima dell'avvento della supremazia della musica hip-hop sulla black music e l'ultimo blockbuster su quattro lati dell'epoca del vinile". Nella The Rolling Stone Album Guide (2004), Matos definì Sign o' the Times "il miglior album di Prince, il miglior esempio della sua arte, e probabilmente l'album migliore degli anni ottanta".

### Riconoscimenti
Nel 1989, la rivista Time Out lo mise in vetta alla classifica dei migliori album di sempre. Nel dicembre 1989, Robert Smith dei The Cure citò Sign o' the Times tra le cose migliori degli anni ottanta secondo lui. Il disco si classificò alla posizione numero 16 nella lista dei migliori 100 album di sempre redatta da New Musical Express, terzo in una lista simile di Hot Press, e numero 35 in quella di VH1. Il The Times indicò Sign o' the Times come ventinovesimo miglior album di tutti i tempi. Nel 2003, l'album si classificò alla posizione numero 93 nella lista The 500 Greatest Albums of All Time stilata dalla rivista Rolling Stone. Nel 2006, Q piazzò il disco alla posizione numero 12 nella sua lista "40 Best Albums of the '80s". Nel 2012, Slant Magazine posizionò l'album al numero 11 nella lista dei "migliori album degli anni ottanta".